# لانس فولر
لانس فولر (انگلیسی: Lance Fuller; ۶ دسامبر ۱۹۲۸ – ۲۲ دسامبر ۲۰۰۱) بازیگر اهل ایالات متحده آمریکا بود.
از فیلم‌ها یا برنامه‌های تلویزیونی که وی در آن نقش داشته‌است می‌توان به شب و روز، محوطه دراز، وسواس بزرگ، زن دیگر و یک وجب خاک خدا اشاره کرد.